# Harry Peace
Henry Frederick „Harry” Peace (ur. 10 lipca 1913 w Toronto, zm. 11 września 1987 tamże) – kanadyjski zapaśnik walczący w stylu wolnym. Olimpijczyk z Londynu 1948, gdzie zajął siódme miejsce w wadze półśredniej.

## Letnie Igrzyska Olimpijskie 1948
| Konkurencja      | Rundy eliminacyjne     | Rundy eliminacyjne | Rundy eliminacyjne       | Klas. końcowa |
| Konkurencja      | Przeciwnik I           | Przeciwnik II      | Przeciwnik III           | Miejsce       |
| ---------------- | ---------------------- | ------------------ | ------------------------ | ------------- |
| 73 kg styl wolny | Leland Merrill (USA) P | Don Irvine (GBR) Z | Frans Westergren (SWE) P | 7.            |